# Démérara
Pour les articles homonymes, voir Demerara.
 (septembre 2019).
Si vous disposez d'ouvrages ou d'articles de référence ou si vous connaissez des sites web de qualité traitant du thème abordé ici, merci de compléter l'article en donnant les références utiles à sa vérifiabilité et en les liant à la section « Notes et références ».

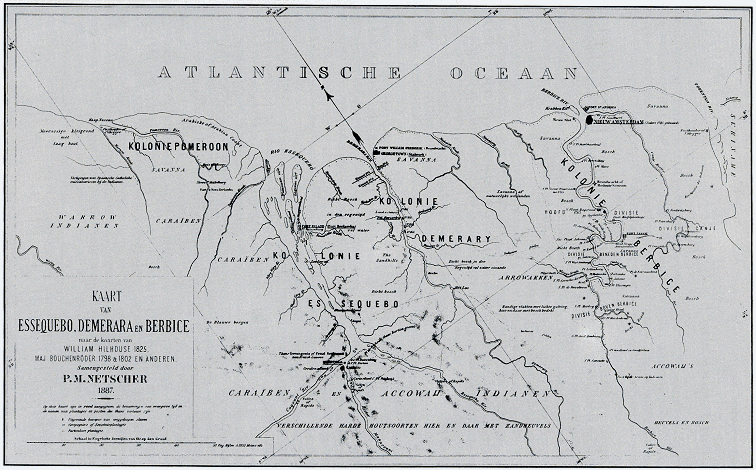
Carte des colonies néerlandaises de la Côte Sauvage (Amérique du Sud)
autour de 1800. De gauche à droite : Pomeroon, Essequibo, Démérara et Berbice.

Démérara était une ancienne colonie néerlandaise d'Amérique du Sud située sur les rives de l'estuaire du Demerara, fleuve du même nom, dans l'actuel Guyana. Fondée en 1611, la colonie fut capturée par les Britanniques une première fois en 1796 avant d'être cédée définitivement par les Néerlandais le 20 novembre 1815.
C'est l'une des nombreuses colonies de la Côte Sauvage.

## Histoire
La colonie fut regroupée avec celle d'Essequibo le 13 août 1814 et, finalement avec la colonie de Berbice le 21 juillet 1831 pour former la colonie de Guyane britannique (maintenant le Guyana).